# Дуга аорти
Дуга аорт (лат. Arcus aortae) — частина аорти, що формується з її висхідної частини, що підіймається вертикально вгору до рівня з'єднання другого правого реберного хряща з грудиною, після чого власне і формується дуга аорти.

## Анатомія
Дуга аорти розташована позаду рукоятки груднини, де вона спершу йде допереду, потім дещо назад та ліворуч від трахеї — опукла частина дуги обернена вгору, увігнута — вниз. Далі дуга аорти прямує різко вниз та ліворуч до рівня четвертого грудного хребця, на нижній межі якого переходить в нисхідну аорту.